# Kostel svatého Jana Křtitele (Domašov)

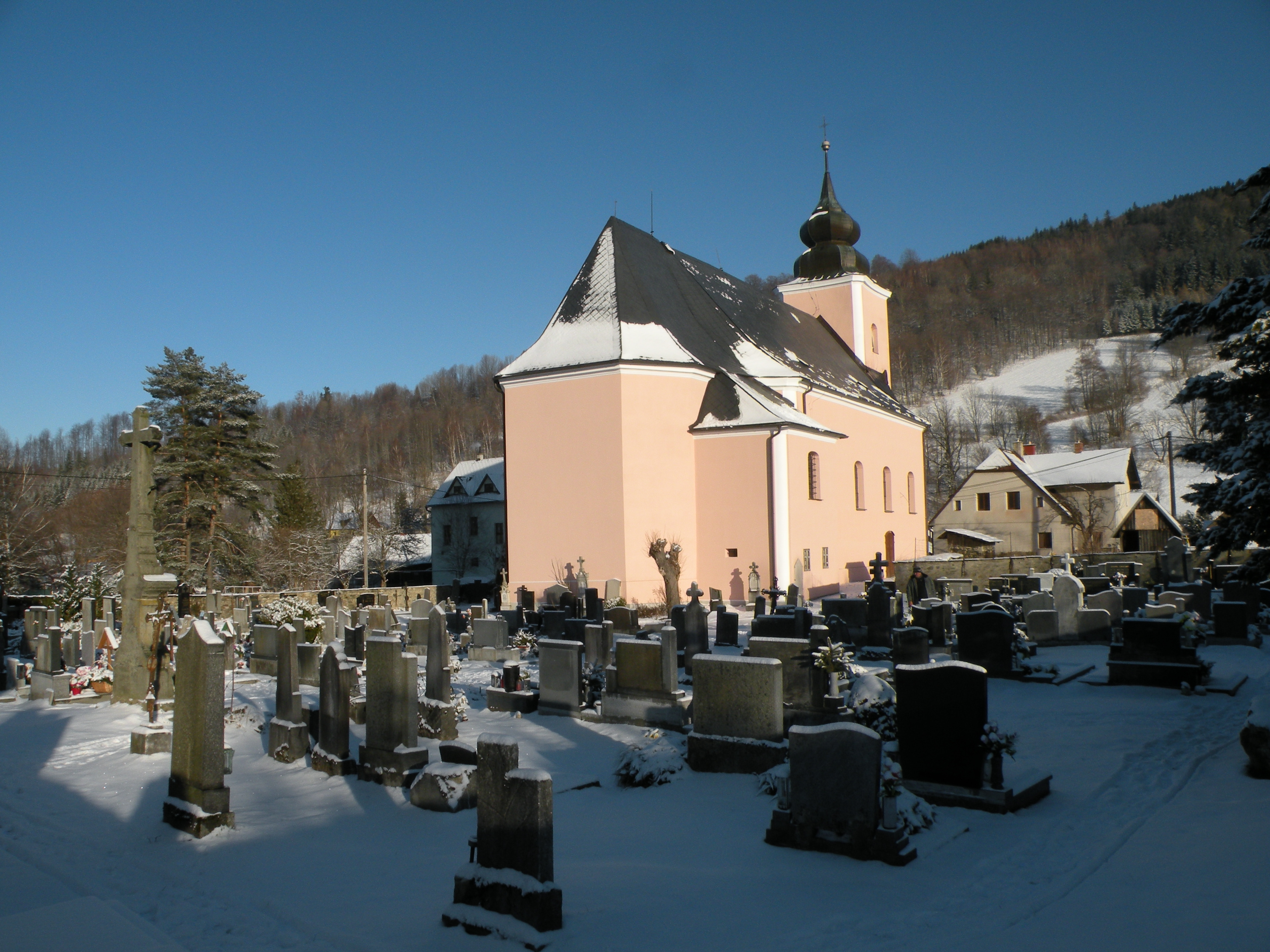
Kostel sv. Jana Křtitele horní Domašov a hřbitov

Kostel svatého Jana Křtitele se nachází v horním Domašově, části obce Bělá pod Pradědem v okrese Jeseník. Kostel náleží pod Římskokatolickou farnost Horní Domašov, děkanát Jeseník, diecéze Ostravsko-opavská. Kostel je kulturní památkou ČR.

## Historie
Pozdně barokní kostel s prvky klasicizmu byl postaven v letech 1797–1798 stavitelem Janem Grögerem z Bukovic, stavbu vedl zednický mistr Josef Franke ze Supíkovic. Varhany postavil mistr Standinger z Andělské hory.
15. září 1798 zasvětil biskupský komisař Johann Rother von Freiwaldau kostel sv. Janu Křtiteli.
Vnitřní výzdoba vznikla svozem mobiliáře z několika zrušených kostelů, především františkánského kostela v Opavě. Právě odsud pochází obraz Stětí sv. Barbory od Felixe Leichera z r. 1761, který je zasazen v retabulu hlavního oltáře.

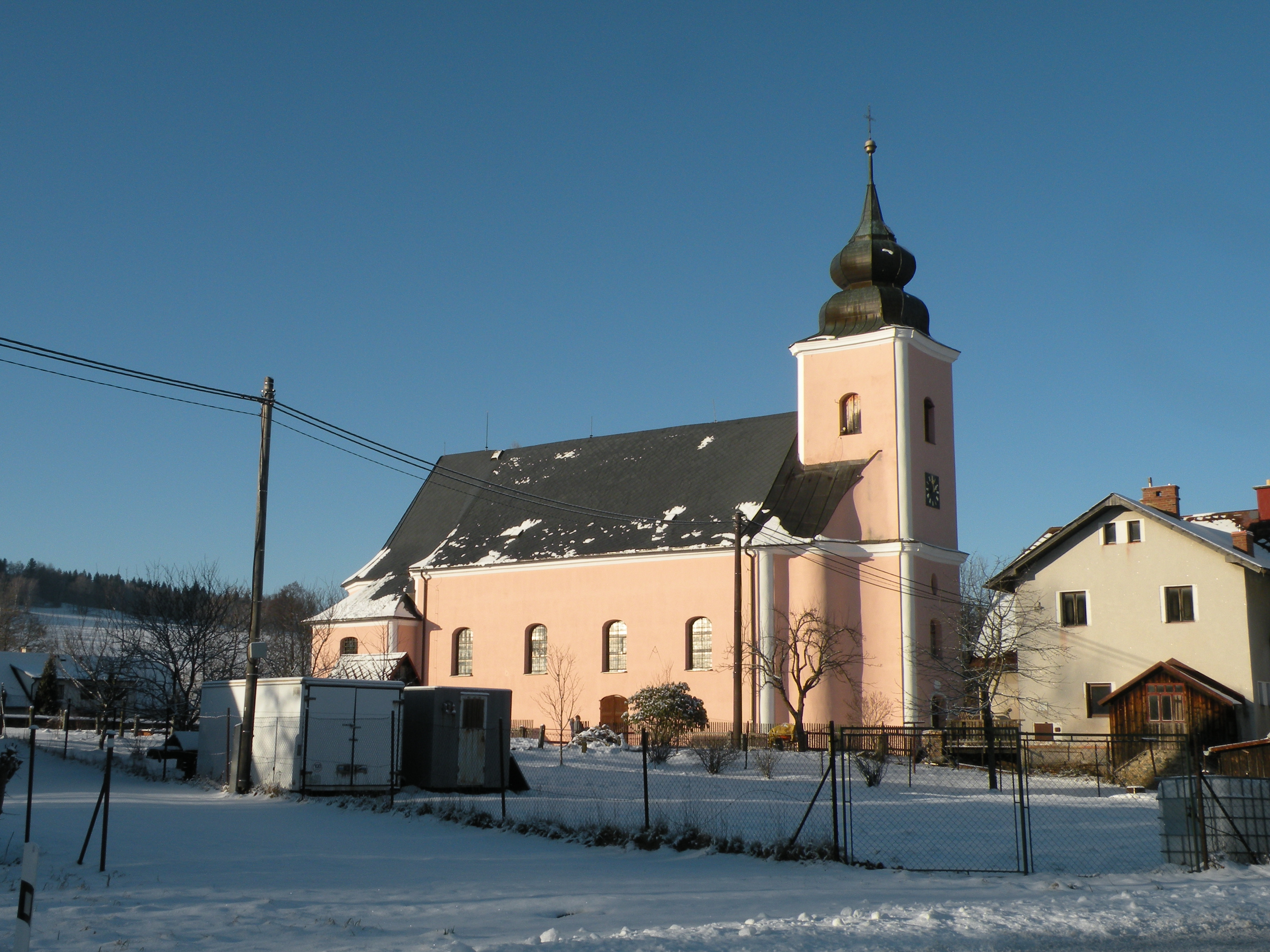
Kostel sv. Jana Křtitele horní Domašov

7. 3. 1843 byla hornodomašovská lokálie povýšena na farnost.
Kostel byl opraven v letech 2008 - 2013 za podpory Biskupství ostravsko-opavského, Obce Bělá pod Pradědem, Olomouckého kraje, Ministerstva kultury ČR, rodáků žijících v Německu, Česko-německého fondu budoucnosti, Sudetoněmecké nadace Mnichov celkovým nákladem více než 6 mil Kč.

## Popis
Jednolodní neorientovaná stavba ukončená závěrem. Sakristie se přimyká na jižní straně kněžiště. K východnímu průčelí je přistavěná věž. Kněžiště má čtvercový půdorys se skosenými západními nárožími, je zaklenuto valenou klenbou s výsečemi a zakončeno konchou. Triumfální oblouk je půlkruhový. Loď je obdélníkového půdorysu má valenou klenbu s výsečemi, které vybíhají od hlavic pilastrů. Ve východní části lodi je na dvou sloupech kruchta a vchod z podvěží. Pravoúhlá sakristie je zaklenuta valeně s třemi výsečemi. Nad sakristií se nachází empora otevřená do lodi segmentovým záklenkem a balustrádou.
Střecha lodi je sedlová, nad kněžištěm zvalbená, nad sakristií pultová. Krytinu tvoří břidlice.
Fasáda lodi a kněžiště je členěná dvojnásobnou podnoží a hlavní římsou.
Věž je čtyřpatrová hranolová se skosenými nárožími na čtvercovém půdoryse. Podvěží má valenou klenbu s výsečemi, vchod má půlkruhový záklenek se štukovým ostěním. Nad záklenken je letopočet 1798. V prvním patře věže je okno s půlkruhovým záklenkem, ve druhém patře okno kruhové. Nad oknem je hodinový ciferník. Zvonové patro má tři okna s půlkruhovým záklenkem. Věž zakončena helmicí, která přechází v cibuli, je krytá plechem.